# مقاطعة ألاك

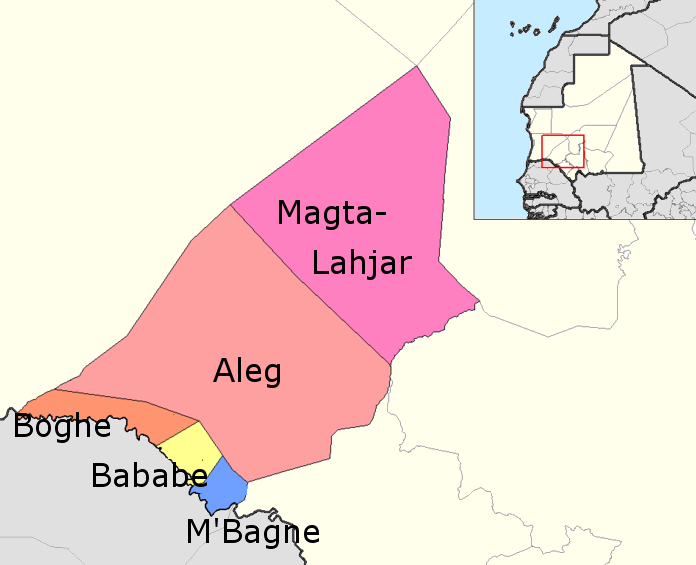
مقاطعات البراكنة: ألاك في المركز

مقاطعة ألاك هي واحدة من خمس مقاطعات ولاية البراكنة في موريتانيا.

## قائمة البلديات في المقاطعة
تتكون المقاطعة من ست بلديات :
- أغشوركيت
- ألاك
- بوحديدة
- شكار
- جلوار
- مال

## السكان
في عام 2000، كان مجموع سكان المقاطعة 66262 نسمة (31.058 رجلاً و 35204 امرأة).